# Ernia (rapper)
Ernia, pseudonimo di Matteo Professione (Milano, 29 novembre 1993), è un rapper italiano.

## Biografia
(Ernia su Panorama)
(Ernia su NSS Magazine)
Nato a Milano, Ernia è bisnipote di immigrati: un bisnonno paterno era infatti svizzero tedesco, mentre un bisnonno materno un esodato rovignese originario del Montenegro. Cresciuto nel quartiere QT8 di Milano (quartiere che l'artista stesso nomina più volte nei suoi brani), si avvicina al mondo dell'hip hop soprattutto grazie all'amico d'infanzia Tedua, con cui cresce durante la pre-adolescenza. Ernia entra, quindi, a far parte della Bonola Family e di Razza a Parte, collettivi del limitrofo quartiere di Bonola.
Dopo l'esperienza musicale con i Troupe D'Elite, terminata nel 2014, Ernia, all'epoca iscritto alla facoltà universitaria di Lingue moderne, abbandona gli studi, e dopo un breve periodo come cameriere si trasferisce quindi a Londra, dove vive per cinque mesi. Ne segue il suo primo rientro a Milano, dove lavora presso l'Istituto Europeo di Oncologia, quindi un soggiorno in Francia e il definitivo ritorno in Italia.
Parallelamente alla ripresa della sua carriera musicale, datata 2016, Professione si iscrive nuovamente all'università, sempre alla facoltà di Lingue.

### 2011-2014: Primi anni
(Ernia su Panorama)
Nel 2011, insieme a Ghali (all'epoca Ghali Foh), la cantante Maite Zoe Dall'Asen (Maite) ed il produttore Fawzi (Fonzi Beat), prende parte con lo pseudonimo ErNyah alla formazione dei Troupe D'Elite, presto messi sotto contratto da Gué Pequeno per Tanta Roba, etichetta fondata quello stesso anno da Fini insieme a DJ Harsh.
Nel 2012 i Troupe D'Elite pubblicano l'EP omonimo (con la collaborazione di Don Joe), ma quest'ultimo viene accolto negativamente dalla critica. L'anno successivo il gruppo partecipa ai casting del talent show Amici di Maria De Filippi, senza ottenere successo. Intanto, con la collaborazione di Ghali, Maite, Sfera Ebbasta ed altri artisti emergenti, ErNyah pubblica da solista il mixtape N.G.R.B., curato da Charlie Charles.
In seguito a un diverbio con DJ Harsh, nel 2014 i Troupe D'Elite rescindono il contratto con Tanta Roba e pubblicano come artisti indipendenti l'album Il mio giorno preferito, in download gratuito sulla piattaforma Honiro; qualche mese dopo, tuttavia, il gruppo si scioglie.

### 2016-2017:Come uccidere un usignolo
Riprende la carriera da rapper solista nel 2016 e dopo vari singoli sotto l'etichetta Thaurus – tra cui Fenomeno, in collaborazione con Izi e Moses Sangare – pubblica a settembre l'EP No Hooks, composto da quattro brani e caratterizzato, come suggerisce il titolo, dalla totale assenza di ritornelli.
Il 2 giugno 2017 esce il primo album in studio Come uccidere un usignolo, composto da otto brani; il titolo fa riferimento al romanzo Il buio oltre la siepe (che ha come titolo originale appunto To Kill a Mockingbird, «uccidere un usignolo»), nel quale un bracciante di colore viene condannato ingiustamente; paragone, questo, alle offese e all'odio gratuiti rivolti verso i Troupe D'Elite. L'album è certificato disco di platino dalla Federazione Industria Musicale Italiana, come pure il brano Bella, mentre Madonna, in collaborazione con Rkomi, è stato certificato disco d'oro. Tra gli altri brani, in quest'album di Ernia particolare attenzione è andata inoltre ad Amici, che tratta della sua travagliata infanzia al fianco di Tedua; in un'intervista a Rolling Stone Italia, Ernia ha dichiarato: «Ho cercato di costruire una narrazione alla Stand by Me di Stephen King: una storia di ragazzini alle prese con una cosa molto più grossa di loro, che però se la vivono con un pizzico di inconsapevolezza per via della loro età».
Il 3 novembre 2017 è la volta di Come uccidere un usignolo/67, riedizione dell'album di debutto con l'aggiunta di un secondo disco, concepito dall'artista come «secondo capitolo della saga» e intitolato 67 (un'allusione al titolo di 68, il disco che gli avrebbe fatto seguito l'anno successivo). Il doppio album, composto da sedici tracce, ha visto l'aggiunta delle collaborazioni di Gué Pequeno e Mecna, rispettivamente nei brani Disgusting e Tradimento (il traditore). Tra i primi posti in classifica FIMI Album, l'album conferma una buona accoglienza da parte della critica, mentre lo stesso Disgusting viene certificato disco d'oro.

### 2018-2021:68eGemelli

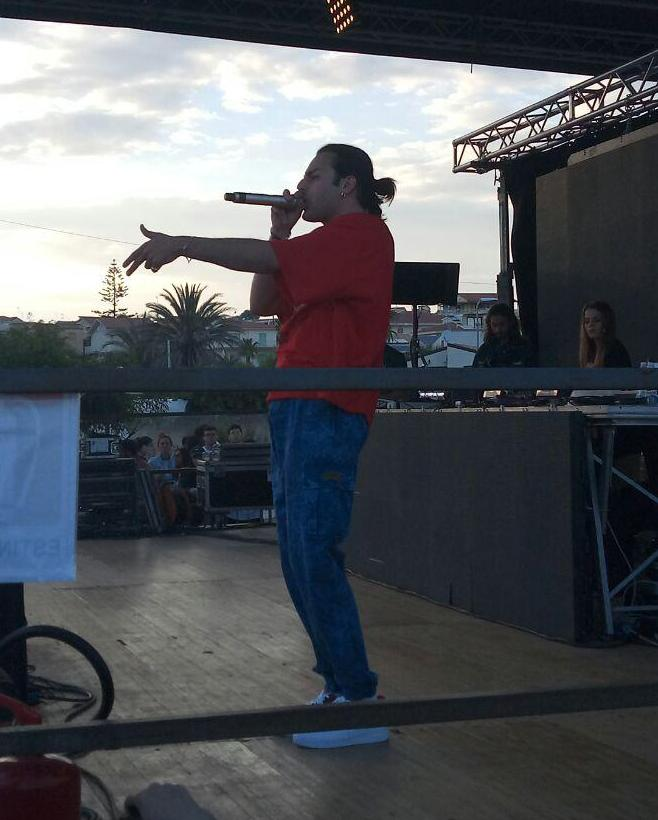
Ernia in concerto nel 2019

Il 9 febbraio 2018 Ernia pubblica il brano La pelle del puma, pubblicità/tributo alla partnership tra Milan e Puma. Anticipato dai video dei brani Domani e Simba, il secondo album 68 viene pubblicato il 7 settembre 2018 attraverso la Island Records. Il disco si compone di dodici brani, prodotti da Marz e Shablo, tra cui il singolo omonimo. Il nome dell'album è lo stesso dell'unico autobus che passa a Bonola, estrema periferia del QT8. La copertina del disco è una citazione alla foto di copertina dell'edizione del gennaio 1950 del periodico statunitense Vogue, scattata da Erwin Blumenfeld. Il 7 marzo 2019, in occasione della data conclusiva del 68 Tour all'Alcatraz di Milano, Ernia ha annunciato l'uscita della riedizione dell'album, denominata 68 (Till the End); uscita il 5 aprile, la nuova edizione comprende un secondo CD contenente sette brani, tra cui il singolo apripista Certi giorni, realizzato in collaborazione con Nitro.
Il 19 giugno 2020 viene pubblicato il terzo album in studio Gemelli, il cui titolo rappresenta «due facce molto simili ma che possono avere caratteristiche molto diverse». Il disco viene inoltre accompagnato dal singolo Superclassico, uscito nello stesso giorno. Il disco ha raggiunto la vetta della Classifica FIMI Album, venendo certificato doppio disco di platino; l'unico estratto, Superclassico, è arrivato in testa alla Top Singoli, e le oltre 350 000 unità equivalenti ad album gli sono valsi un quintuplo disco di platino.
Il 20 maggio 2021 è uscita la riedizione dell'album, intitolata Gemelli (ascendente Milano) e contenente sei brani inediti, tra cui il singolo Di notte con Sfera Ebbasta e Carl Brave.

### 2022-presente:Io non ho paura
Il 26 ottobre 2022, tramite i suoi canali social, Ernia ha annunciato il proprio ritorno discografico con il quarto album in studio Io non ho paura, pubblicato il 18 novembre seguente. Nel periodo antecedente alla sua uscita sono stati affissi presso diverse città italiane dei manifesti pubblicitari che riportavano la frase «Hai paura del nuovo? Dovresti». Il 10 novembre esce tramite Esse Magazine il documentario basato sull'album, dove Ernia e vari produttori parlano della nascita del disco e del concept, oltre ai vari artisti ospiti, tra cui Rkomi, Gaia, Marco Mengoni e Salmo. Contemporaneamente all'uscita del disco è stato diffuso il primo singolo Bella fregatura.
Il 26 maggio 2023 pubblica in collaborazione con Bresh e Fabri Fibra il singolo Parafulmini, e prende parte all’album I nomi del diavolo di Kid Yugi, pubblicato il 1º marzo 2024, con la traccia Nemico.

## Vita privata
Dal 2019 è legato sentimentalmente alla modella e influencer Valentina Cabassi, con la quale l'8 febbraio 2025 ha annunciato di aspettare una figlia, nata il 7 luglio.

## Stile e influenze musicali
Ernia ha parlato spesso della sua affezione verso diversi testi della letteratura, citando autori come Samuel Taylor Coleridge, Charles Baudelaire, Ernest Hemingway, Harper Lee e Stephen King. Nell'album 68, inoltre, sono presenti sonorità ispirate al jazz e al R&B. In più occasioni si è dichiarato un fan sin dalla gioventù di artisti e collettivi italiani quali Caparezza, i Club Dogo, Mondo Marcio, Fabri Fibra e Fabrizio De André, senza dimenticare esponenti dell'hip hop statunitense come 50 Cent, Kendrick Lamar e la G-Unit.

## Discografia

### Da solista
- 2017 – Come uccidere un usignolo
- 2018 – 68
- 2020 – Gemelli
- 2022 – Io non ho paura

### Con i Troupe D'Elite
- 2014 – Il mio giorno preferito

## Tournée
- 2018 – Come uccidere un usignolo sessantasette tour[46]
- 2018/19 – Sessantotto tour[47]
- 2022 – Gemelli tour[48]
- 2023 – Tutti hanno paura tour

## Filmografia
- Autumn Beat, regia di Antonio Dikele Distefano (2022)